# 李军 (1915年)
李军（1915年—2006年7月4日），河北定兴人，中国共产党党员，中华人民共和国官员。
1938年7月开始革命工作，历任冀中军区一分区政治部宣传队长，八路军三五九旅连指导员，绥中禁烟督察局局长，辽西省法院民庭副庭长，浙江大学办公室副主任以及省委党校图书馆资料室副主任等职。
2006年7月4日，在杭州逝世。